# Sidi Bane
Sidi Bane (* 14. Januar 2004 in Pir-Goureye) ist ein senegalesischer Fußballspieler, der beim RC Lens unter Vertrag steht und aktuell an den FC Annecy ausgeliehen ist.

## Karriere
Bane spielte bis 2022 bei der USP Goureye in seinem Geburtsort. Im April 2022 wechselte er nach Belarus zu BATE Baryssau. Dort debütierte er am 28. Mai 2022 (10. Spieltag) in der Wyschejschaja Liha, als er spät beim Sieg gegen Dinamo Brest eingewechselt wurde. Insgesamt spielte er in der Saison 2022 achtmal für die Profis. Am dritten Spieltag der Folgespielzeit traf er gegen den FK Minsk das erste Mal überhaupt im Profibereich. Die Saison 2023 schloss er mit drei Treffern in 15 Ligapartien ab. Zudem spielte er in den Qualifikationen der Champions, Europa und Conference League, schaffte es mit seinem Team allerdings nicht sich für einen der Wettbewerbe zu qualifizieren. In der Liga spielte er 2024 verletzungsbedingt nur noch fünfmal bis Ende August.
Anschließend wechselte er nach Frankreich zum Erstligisten RC Lens. Dort kam er zunächst ausschließlich in der zweiten Mannschaft zum Einsatz und absolvierte neun Spiele, ohne an einem einzigen Spieltag für die Profimannschaft nominiert zu werden. Im Januar 2025 wurde er bis Saisonende an den Zweitligisten FC Annecy verliehen. Dort stand er in 14 Ligaspielen auf dem Platz, verpasste lediglich zwei Partien aufgrund einer Rotsperre.